# 稲村梓
稲村 梓（いなむら あずさ、1990年12月1日 - ）は、日本の女優、声優。東京都出身。身長160cm。血液型はA型。
フリーランスで舞台、映画、テレビドラマ、ラジオドラマと様々な分野で活動している。

## 出演

### テレビドラマ
- 検事・朝日奈耀子14（テレビ朝日）
- 30分だけの愛（日本テレビ）
- 信州山岳刑事 道原伝吉3（テレビ東京） - 林優香 役[3]
- BARレモン・ハート（BSフジ） - ナオミ役
- 女子会プロレス（Eテレ）
- 木曜ドラマ「サイン―法医学者 柚木貴志の事件―」（テレビ朝日） - 会田沙織役
- 連続テレビ小説ちむどんどん （NHK総合）

### バラエティ
- 痛快TV スカッとジャパン(フジテレビ) - 再現ドラマ

### 舞台
- 4つの駒-THE FOUR PIECES-（2011年）
- 哀しみのキッチン The final（2011年） - 主演
- ボクサァ（2012年）
- ウォルター・ミティにさよなら（2012年）
- SNOW PRINCESS（2012年） - 準主演
- dance attendance upon you（2012年） - 主演
- 楽屋（2015年）
- 熱海殺人事件-売春捜査官-（2015年） - 主演
- ストリッパー薫子（2015年） - 主演
- 飛龍伝2016（2016年2月2日 - 7日） - 主演
- ストリッパー物語（2016年8月）
- 熱海殺人事件-売春捜査官-（2016年10月） - 主演
- 熱海殺人事件-売春捜査官-（2017年2月） - 主演
- Heel your shoes（2017年4月） - 主演
- けものフレンズ（2017年6月14日- 18日）- クロヒョウ役
- 熱海殺人事件-売春捜査官-（2017年9月） - 主演
- 青の祓魔師島根イルミナティ篇（2017年10月）
- けものフレンズ（2018年1月13日- 21日）- クロヒョウ役
- 昭和芸能舎 フラガール（2018年6月27日- 7月1日日）- 主演 赤坂レッドシアター
- 熱海殺人事件-売春捜査官-（2018年8月7日） - 主演
- 東京マハロたぶん世界は8年目（2018年9月14日- 23日）シアタートラム
- けものフレンズ2（2018年11月8日- 18日）- クロヒョウ役
- 昭和芸能舍 踊るヤマンバ (2019年4月) - 主演　赤坂レッドシアター
- けものフレンズ「JAPARI STAGE!」 ～おおきなみみとちいさなきせき～ (2019年9月27日 - 10月6日) - クロヒョウ役
- 昭和芸能舎 フラガール（2019年11月26日- 12月1日）- 主演 赤坂レッドシアター
- 稲村梓プロデュース「売春捜査官」（2020年1月7日- 1月12日）- 主演　サンモールスタジオ
- 昭和芸能舎 「モスクワ1980」（2020年7月）- 主演 赤坂レッドシアター
- 稲村梓プロデュース 「一日だけの恋人」（2020年11月26日- 11月30日）- 主演 サンモールスタジオ
- 二兎社「振り返る人たち」（2021年3月27日- 3月28日）- 池袋芸術劇場シアターイースト
- 「春(HAL)への扉」（2021年4月23日- 4月28日）- 主演　サンモールスタジオ
- TENSHO座「サラリーマンナイトフィーバー」（2021年9月21日- 9月28日）- 配信
- 明治座 本日も休診（2021年11月12日- 11月28日）
- 稲村梓プロデュース「アルプススタンドのはしの方」（2022年2月8日- 2月13日）- 主演 サンモールスタジオ
- 稲村梓プロデュース 「一日だけの恋人」（2022年4月28日- 5月1日）- 主演 サンモールスタジオ
- PIL旗揚げ公演「小林秀雄先生来る」（2022年7月1日- 7月10日）- マノン役　下北沢駅前劇場
- 羽原組 旗揚げ公演 「DOWNTOWNSTORY」（2022年9月13日- 9月19日）- 主演 赤坂レッドシアター
- サンモールスタジオ「せんにゅうかん」（2022年10月25日- 10月30日）- 主演　恵役
- 「天狗連参る其の陸〜天狗連志ん進(日出郎)✖️ 天狗連俳遊(渡辺裕太)二人会」(2022年11月13日)- 浅草フランス座演芸場東洋館にて 古典落語 「猫の皿」を披露。
- 舞台「ウマ娘 プリティーダービー」〜Sprinters’ Story〜（2023年1月15日 - 1月29日、ステラボール） - 解説 役
- mediterranean lily and fever vol.3「ピンクパンサーにご注意を」（2023年5月3日 - 14日、シアターKASSAI） - 以蔵流々 役
- 羽原組 フラガール（2023年10月5日- 10月15日）- 主演 赤坂レッドシアター
- サンモールスタジオ「せんにゅうかん」（2023年11月8日- 11月18日）- 主演　恵役
- 菅野臣太朗演劇倶楽部 番外公演「贋作・オセロー」（2024年8月27日 - 9月1日）-白石役[4]
- 舞台「フラガール'24」（2024年10月1日 - 27日） - 主演　あかね役[5]
- 舞台「けものフレンズ」JAPARI STAGE!〜きみのあしおとがまたきこえた〜（2024年11月8日 - 17日〈予定〉）品川プリンスホテル クラブeX[6]-クロヒョウ役
- 座・だるま水鉄砲 第1回公演「ちち」（2024年12月18日 - 22日、小劇場楽園）- かりん役[7]
- おぶちゃ「Bittersweet Flowers」(2025年4月2日-6日、シアター風姿花伝) - 主演 秋原亜珠沙役

### 映画
- LEGACY TIME（2016年12月3日公開、監督：福島拓哉）
- モダン・ラブ（2018年6月30日公開、Tokyo New Cinema、監督：福島拓哉） - 主演・ミカ 役
- おしゃれしていこう！(2018年12月公開) - 主演

### ラジオ
- NISSAN あ、安部礼司〜BEYOND THE AVERAGE（鞠谷アンジュ）
- リバーサイドカフェ
- ふるさとに、待つ
- まぼろしの村

### CM
- リクルート・カーセンサー
- ネスレ日本「キットカット 毎日のナッツ＆クランベリー」

### 雑誌
- Men's キラリ!（表紙）
- LOVE カワイコ（表紙）

### ゲーム
- けものフレンズ3- クロヒョウ役